# Dragan Velić
Dragan Velić cyr. Драган Велић (ur. 18 listopada 1958 w Sušicy) – przewodniczący Związku Gmin Serbskich Kosowa i Metochii.

## Życiorys
W 1982 ukończył studia inżynierskie na Uniwersytecie w Prisztinie. Pełnił funkcję dyrektora technicznego w zakładach Binačka Morava w Gnjilane. W 1992 został sekretarzem Wydziału Planowania i Budownictwa Rady Miejskiej Prisztiny i funkcję tę pełnił do 1997. W grudniu 1999 należał do sygnatariuszy Deklaracji Sofijskiej, wzywającej do powstrzymania rozlewu krwi w Kosowie.
W latach 2001–2004 pełnił funkcję prefekta Okręgu Kosowa, a także przewodniczącym komitetu wykonawczego Serbskiej Rady Narodowej w Kosowie i Metochii. Wspólnie z Randelem Nojkiciem zasiadał jako obserwator w 35-osobowej Kosowskiej Radzie Przejściowej (Kosovo Transitional Council). Obecnie przewodniczy Związkowi Gmin Serbskich Kosowa i Metochii, jest także koordynatorem Serbskiej Komisji Rządowej d.s. Uchodźców.
Mieszka w Novim Badovacu, jest żonaty i ma troje dzieci.